# Archivo falso
Un archivo falso, habitualmente llamado fake (término inglés) y en ocasiones archivo malicioso o maligno, es un archivo informático cuyo contenido real no coincide con su nombre o función. El término fake también se usa para referirse a archivos dañados (corruptos), con virus o fraudulentos.  Por extensión, fake se aplica a servidores o sitios web que no son lo que parecen y sirven para cometer delitos informáticos como malware.

## Problemática
La recepción de archivos falsos es un problema común para los usuarios de programas de intercambio y redes P2P, como eMule. Para evitar problemas durante la descarga, es recomendable revisar los comentarios que puedan indicar si un archivo es sospechoso.  Si se detecta un fake, es útil añadir un comentario para alertar a otros usuarios y mejorar la experiencia general. Otra opción es escanear el archivo y generar un número de identificación (checksum) para cada archivo en la red.

### Fraude asociado
La piratería en línea ha dado lugar a varios tipos de fraude que utilizan archivos falsos.  Una técnica común es el robo de información confidencial a través de correos electrónicos con remitentes falsos o inexistentes, que solicitan datos personales. Los usuarios, creyendo que el mensaje es legítimo, a menudo proporcionan esta información.  Esto se ve frecuentemente en correos publicitarios (spam) que engañan a usuarios inexpertos para que hagan clic en enlaces que los dirigen a inicios de sesión falsos de bancos, tiendas en línea, etc. (phishing). Los correos electrónicos obtenidos a través de estos inicios de sesión falsos suelen ser añadidos a otras bases de datos, incrementando el spam.  Existen numerosos programas, incluso gratuitos, que permiten enmascarar o falsificar el remitente de un correo electrónico, así como ocultar las direcciones IP en el encabezado del mensaje.